# Kapissa
Pour les articles homonymes, voir Royaume de Kapisa.

Districts de la province de Kapissa.

Le Kapissa ou Kâpîssâ est une province de l'est de l'Afghanistan. Sa capitale est Mahmoud-é-Râqi.

## Géographie

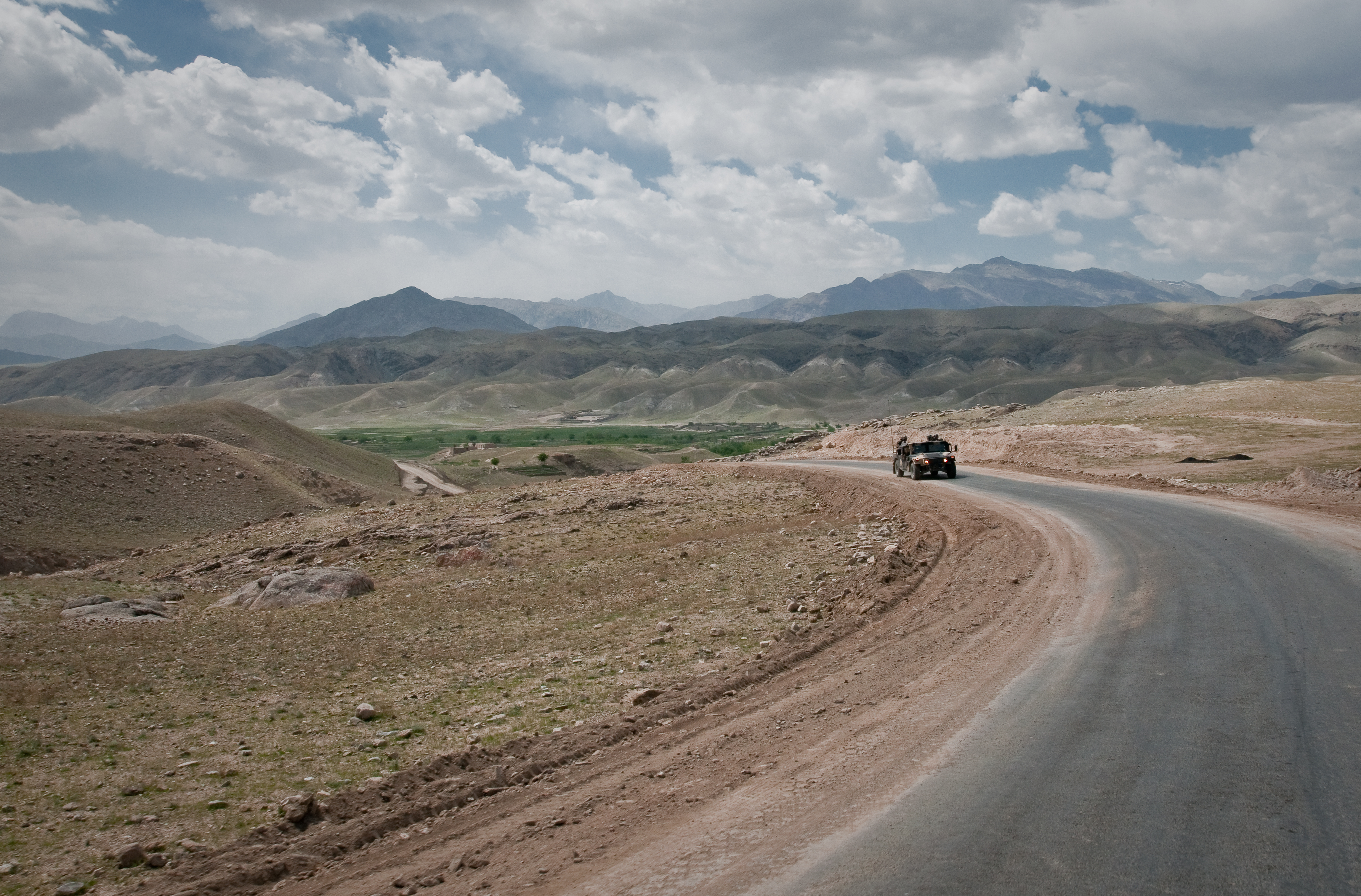
Une route dans le district de Tagab de la province de Kapisa

La province de Kâpîssâ est située à 80 km au nord-est de Kaboul. Elle est bordée au nord par la province du Pandjchir, à l'Est par le Laghman, au sud par la province de Kaboul, à l'ouest et au sud par la province de Parwan. La province couvre une superficie de 1 842 km², ce qui en fait la plus petite province de l'Afghanistan. Elle est composée d'un mélange de hauts sommets, de vallées fluviales montagneuses et de plaines centrales peu profondes. Les points les plus élevés de la province sont à l'est, aux frontières avec le Pandjchir et le Laghman.

## Démographie
La population de la province est d'environ 406 200 personnes. Les principaux groupes ethniques sont Tadjiks (80 %), Pachtounes (8 %) et Pashai (10 %). Il y a aussi une importante minorité d'Hazaras et de Nuristanis.

## Histoire

### Antiquité
Le Royaume de Kapisa était un royaume turc shahis au VIIe siècle. Allié et échangeant avec les voisins chinois de la dynastie Tang. Le moine bouddhiste Xuanzang s'y rend et y décrit un important état bouddhiste māhāyāna) et pratiquant le culte hindouiste de Deva.

### Guerre d'Afghanistan (2001-2014): Historique des évènements au Kâpîssâ
Schématiquement, cette région est coupée en deux : le nord est à dominante tadjike, est relativement calme tandis que le sud pose davantage de problèmes, surtout dans le secteur de Tagab, où l'ethnie pachtoune, dont sont issus les talibans, est majoritaire.
Le Groupement tactique interarmes de Kapisa sous commandement de l'armée française y prend place dans le cadre de la Guerre d'Afghanistan (2001). La province est une zone dangereuse pour les militaires français qui y sont présents depuis juillet 2008. Avec son couvert végétal et ses nombreux villages, la province se prête mieux que les régions désertiques aux embuscades. Depuis l'arrivée des Français, le nombre d'attaques n'a cessé de croître. Les attentats suicides ont fait leur apparition en 2011.
Le GTIA affrontant une force de 600 à 800 rebelles dans son secteur a tué environ 150 insurgés entre octobre 2008 et octobre 2009 pour la perte de 4 des siens.
En juillet 2012, la responsabilité de la sécurité dans la province passe à la 3e brigade du 201e corps de l'armée nationale afghane. Les forces françaises qui ont entamé leur retrait d'Afghanistan y disposent alors encore de deux bases. Le contingent français de celle de Tagab qui a compté jusqu'à 800 hommes est remplacé le 30 septembre 2012 par un contingent américain de 200 à 250 hommes. Les 140 militaires alors présents sont redéployés vers la base de Nijrab, à 17 km au nord, d'où un groupe équivalent est parti pour Kaboul dans le cadre du désengagement des troupes. La base de Nijrab où environ 550 soldats français sont alors encore présents est rétrocédée le 20 novembre 2012 à l'armée afghane. 
Cinquante-quatre militaires français sont morts et plusieurs centaines d’autres blessés dans cette région entre 2004 et 2012. 
Le documentaire C'est pas le pied, la guerre ? montre le quotidien de soldats français en Kapisa,à l'été 2008. 
L'armée afghane dit qu'au moment du retrait français que plusieurs centaines d’insurgés (entre 250 et 500) continuent d’opérer dans son secteur, notamment autour de la ville de Tagab.

## Districts
- Alasay
- Hesa Duwum Kohistan
- Koh Band
- Kohistan Hesa Awal
- Mahmud Raqi
- Nijrab
- Tagab